# クラウディオ・ヴィンク・ネト
クラウディオ・ヴィンク（Cláudio Winck）ことクラウディオ・ヴィンク・ネト（ポルトガル語: Cláudio Winck Neto、1994年4月15日 - ）は、ブラジルのサッカー選手。ポジションはDF。

## クラブ歴
グレミオFBPAとSCインテルナシオナルで下部組織に在籍し、インテルナシオナルのトップチームに昇格。2012年1月22日にカンピオナート・ガウショで選手初出場。その後1試合に出場したのみでU-20のメンバーへと逆戻りとなり、12月に再びトップチームに昇格した。2013年はガブリエウの控えであったが、8月11日に途中出場の形でカンピオナート・ブラジレイロ・セリエA初出場した。2014年はレコパ・ガウショで2得点を決めて2-2の引分に持ち込むスタートを切ったが、この試合はPK戦で敗れた。7月18日に全国選手権初得点を記録した。
2015年7月21日にセリエAのエラス・ヴェローナFCに期限付き移籍。12月2日にコッパ・イタリアでルーカ・ケッキンに代わって出場しイタリアデビューを果たしたが、セリエAでの出場は無かった。2016年3月に双方合意でレンタル移籍を打ち切りインテルナシオナルに復帰。
インテルナシオナルに復帰直後の2016年3月18日にアソシアソン・シャペコエンセ・ジ・フチボウへ12月までの期限付き移籍となった。4月24日にカンピオナート・カタリネンセでシャペコエンセ初出場。同年シャペコエンセはラミア航空2933便墜落事故に遭ったが、彼は帯同メンバー外であったために難を逃れた。
2020年9月14日、CSマリティモに3年契約で移籍した。
2023年7月19日、カスムパシャSKに移籍した。

## タイトル

### クラブ
インテルナシオナル
- カンピオナート・ガウショ: 2012, 2013, 2014, 2015

シャペコエンセ
- カンピオナート・カタリネンセ: 2016

### 代表
ブラジルU-17
- 南米U-17選手権: 2011